# Dó bemol maior
Dó bemol maior (abreviatura no sistema europeu Dó♭ M e no americano C♭) é a tonalidade que consiste na escala maior de dó bemol e contém as notas dó bemol, ré bemol, mi bemol, fá bemol, sol bemol, lá bemol, si bemol e dó bemol. A sua armadura contém, pois, sete bemóis. A sua tonalidade relativa é lá bemol menor e a sua paralela dó bemol menor (enarmônica de si menor). É enarmônica de si maior.